# Cuộc họp Trump-Ramaphosa tại Phòng Bầu dục năm 2025

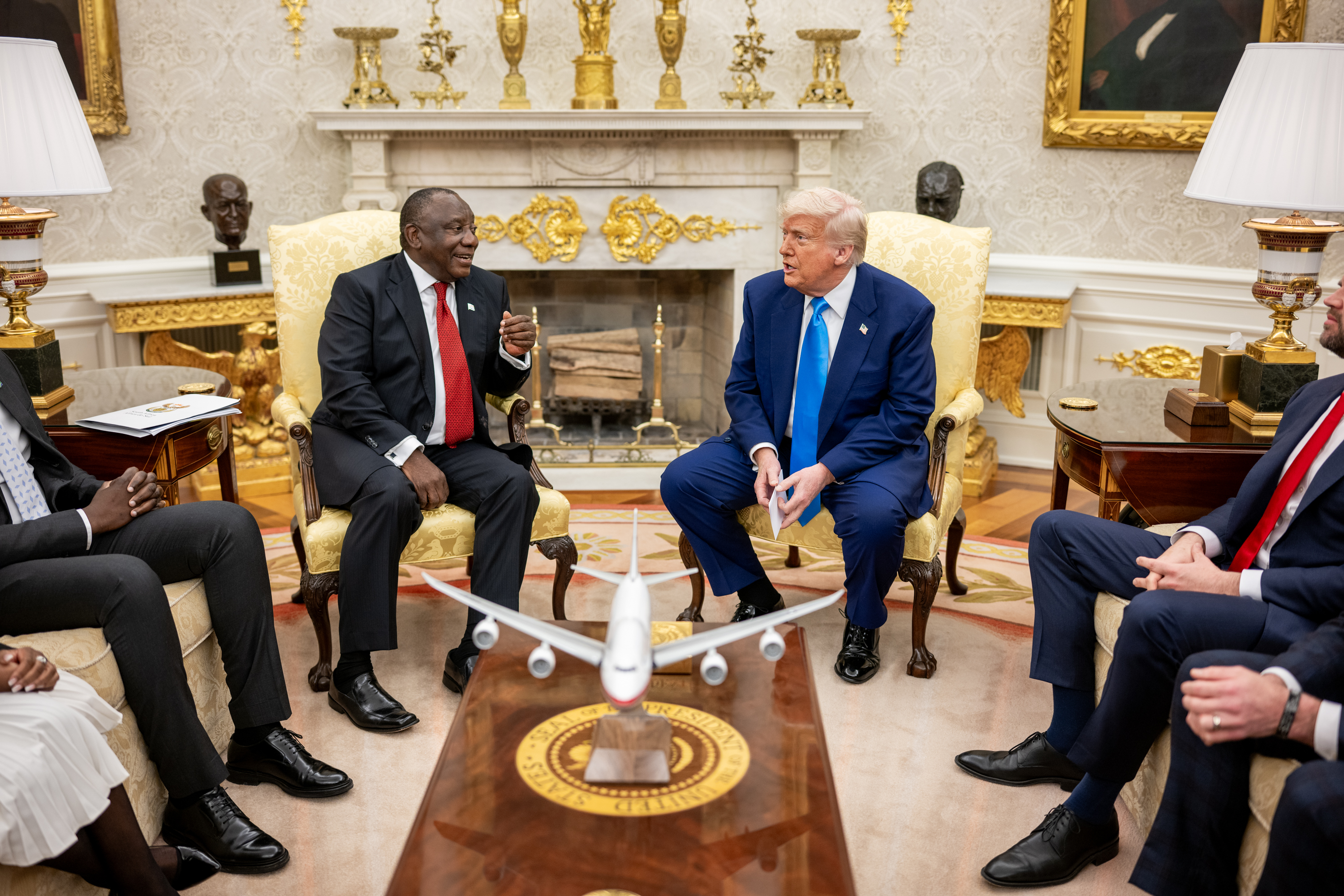
Cuộc họp giữa Tổng thống Donald Trump với Tổng thống Nam Phi Cyril Ramaphosa chứng kiến cú phục kích của ông Trump nhắm vào Nam Phi về nạn diệt chủng người da trắng

Cuộc họp Trump-Ramaphosa tại Phòng Bầu dục năm 2025 (2025 Trump–Ramaphosa Oval Office meeting) là cuộc hội đàm tại Phòng Bầu dục giữa Tổng thống Mỹ Donald Trump và Tổng thống Nam Phi Cyril Ramaphosa vào ngày 21 tháng 5 năm 2025 đã diễn ra trong không khí căng thẳng và đáng chú ý vì những tranh cãi về cáo buộc về sự "diệt chủng người da trắng" ở Nam Phi. Trong số các chủ đề được đề cập có các vấn đề gây tranh cãi về cải cách ruộng đất và các cuộc tấn công vào trang trại ở Nam Phi, trong đó ông Trump cho rằng cuộc tấn công sau ảnh hưởng không cân xứng đến nông dân da trắng. Sự kiện này đã đưa đến một số chỉ trích đối với Tổng thống Trump khi dàn dựng để "phục kích" ông Ramaphosa trong một cuộc gặp chính thức trước báo giới là không đúng với chuẩn mực ngoại giao và cũng gợi lại sự kiện cuộc gặp Trump–Zelenskyy tại Phòng Bầu dục năm 2025 khi ông Trump cùng với phó tướng Vance đã khơi mào cuộc đấu khẩu với Tổng thống Zelenskyy tại Phòng Bầu dục.

## Diễn biến
Tổng thống Ramaphosa và phái đoàn Nam Phi đến Washington với mục tiêu chính là cải thiện quan hệ kinh tế và thương mại với Mỹ. Họ mong muốn đàm phán một thỏa thuận thương mại mới, bao gồm việc Nam Phi mua khí đốt tự nhiên hóa lỏng (LNG) từ Mỹ và hợp tác trong lĩnh vực khoáng sản quan trọng. Phái đoàn Nam Phi còn mang theo những món quà ngoại giao, trong đó có hai golf thủ nổi tiếng Ernie Els và Retief Goosen, cùng với tỷ phú Johann Rupert, nhằm tạo không khí thân thiện, một phần vì biết ông Trump yêu thích chơi golf.
Cuộc họp diễn ra sau khi Tổng thống Trump khởi động chương trình tị nạn dành cho người da trắng Nam Phi vào tháng 2 năm 2025. Cuộc họp bắt đầu tương đối thân thiện. Tổng thống Trump chào đón Ramaphosa và nhắc đến sự hiện diện của các golf thủ. Ramaphosa cũng tặng ông Trump một cuốn sách lớn về các sân golf ở Nam Phi. Tuy nhiên, sự thân mật này nhanh chóng biến mất và thay vào đó là ngữ khí căng thẳng như một cuộc đấu khẩu. Tại cuộc họp, Tổng thống Trump đã trực tiếp chất vấn Tổng thống Ramaphosa về cái mà ông gọi là "nạn diệt chủng người da trắng" ở Nam Phi. 

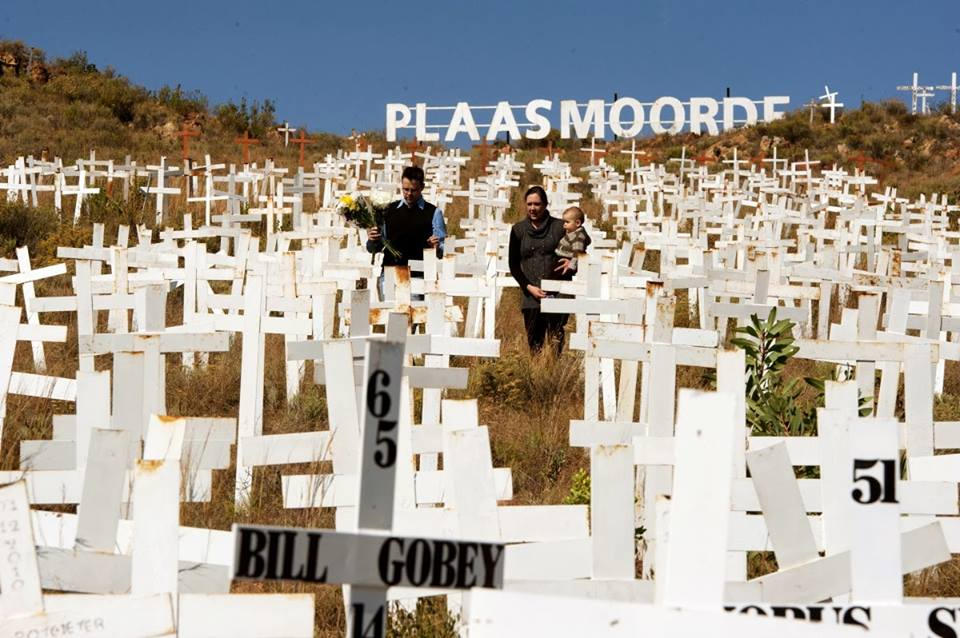
Đài tưởng niệm Witkruis (có nghĩa là "Thập tự trắng") hay còn gọi Đài tưởng niệm Plaasmoorde ("Các vụ giết người ở trang trại")

Ông Trunp đã trình chiếu một đoạn video và các bài báo mà ông cho là bằng chứng, trong đó có hình ảnh những cây thánh giá mà ông tuyên bố là địa điểm chôn cất của nông dân da trắng bị sát hại và đoạn video ghi lại cảnh một chính trị gia đối lập Nam Phi hát bài hát gây tranh cãi "Kill the Boer" (Hãy giết tụi Boer), cũng với động thái đã chuẩn bị từ trước, ông Trump tiếp tục đã cho chiếu một đoạn video tổng hợp các phát biểu của các chính trị gia đối lập Nam Phi Julius Malema và Jacob Zuma, bao gồm cả việc hát bài hát gây tranh cãi Dubul' ibhunu, được một số cơ quan truyền thông mô tả là một nỗ lực nhằm "phục kích" ông Ramaphosa. Ngoài ra, cũng đã được chuẩn bị từ trước Trump còn cho mang ra một chồng báo về các vụ giết người ở Nam Phi, sau đó ông đưa cho Ramaphosa. Tổng thống Trump đã nêu lên những lo ngại trước đây do các quan chức Hoa Kỳ và các nhóm vận động bày tỏ liên quan đến tịch thu đất nông nghiệp mà không bồi thường. 
Tổng thống Ramaphosa đã giữ thái độ bình tĩnh và bác bỏ mạnh mẽ cáo buộc về "diệt chủng người da trắng". Ông nhấn mạnh rằng không có nạn diệt chủng nào ở Nam Phi và chính sách của chính phủ không liên quan đến bạo lực như vậy. Ông cũng thừa nhận có tội phạm ở nước mình, nhưng khẳng định phần lớn nạn nhân là người da đen. Tổng thống Ramaphosa cũng đã phản hồi bằng cách tái khẳng định cam kết của chính phủ ông đối với một tiến trình cải cách ruộng đất hợp hiến và hợp pháp nhằm giải quyết bất bình đẳng trong lịch sử, đồng thời đảm bảo an ninh lương thực và bảo vệ quyền sở hữu tài sản. Trong cuộc họp, Tổng thống Ramaphosa khẳng định rằng Nam Phi là một quốc gia dân chủ đa đảng và chỉ có một số ít các nhân vật chính trị ủng hộ bạo lực. Ông Trump liên tục cắt lời Ramaphosa và khăng khăng về việc đất đai bị tịch thu và nông dân da trắng bị giết hại mà không bị trừng phạt. Ông Ramaphosa kiên trì giải thích rằng đó là hoạt động tội phạm, không phải chính sách diệt chủng của nhà nước, và phần lớn các nạn nhân đều là người da đen. Ông cũng giải thích rằng những người trong video hát bài hát gây tranh cãi thuộc một đảng phái nhỏ, không đại diện cho chính phủ. Ông cũng chỉ ra sự hiện diện của các thành viên da trắng trong phái đoàn của mình (như các golf thủ và tỷ phú Rupert) như một bằng chứng cho thấy không có nạn diệt chủng, vì nếu có, họ đã không có mặt ở đó.

## Nhìn nhận
Cuộc họp này đã gây ra nhiều phản ứng trái chiều ở Nam Phi và trên trường quốc tế. Nhiều người ca ngợi sự điềm tĩnh của ông Ramaphosa, trong khi những người khác chỉ trích việc ông Trump sử dụng Phòng Bầu dục như một "sân khấu khó lường" để công kích các nhà lãnh đạo thế giới bằng những thông tin sai lệch như cách Trump đã đối đầu trực diện với Ramaphosa với sự dối trá với những lời tuyên bố về diệt chủng người da trắng chống lại người Afrikaners ở Nam Phi, mà Ramaphosa cùng với các thành viên khác của phái đoàn Nam Phi, đã phủ nhận kịch liệt. Ngày hôm sau, một ảnh chụp màn hình mà Trump đưa ra trong cuộc họp mà ông tuyên bố là cho thấy "tất cả nông dân da trắng đang bị chôn vùi" được tiết lộ là lấy từ một video của Reuters được quay tại Cộng hòa Dân chủ Congo sau một cuộc tấn công của phiến quân ở Goma. Đoạn video được Trump sử dụng đã được Reuters công bố vào ngày 3 tháng 2 cùng năm.